# Yūji Ōkuma
Yūji Ōkuma (大熊 裕司 Ōkuma Yūji?,  nacido el 19 de enero de 1969 en Urawa (actualmente Saitama), Saitama) es un exfutbolista japonés. Jugaba de centrocampista y su último club fue el Avispa Fukuoka de Japón.

## Trayectoria

### Clubes
| Club               | País  | Año         |
| ------------------ | ----- | ----------- |
| Kashiwa Reysol     | Japón | 1991 - 1995 |
| Kyoto Purple Sanga | Japón | 1996 - 1997 |
| Avispa Fukuoka     | Japón | 1998        |